# 16.6 (Before the Devil Knows You’re Dead)
16.6 (Before the Devil Knows You’re Dead) – ósmy album niemieckiej grupy heavymetalowej Primal Fear, wydany 22 maja 2009 przez Frontiers Records.

## Lista utworów[2]
1. „Before the Devil Knows You’re Dead” – 0:49
2. „Riding the Eagle” – 4:58
3. „Six Times Dead (16.6)” – 4:00
4. „Black Rain” – 6:07
5. „Under the Radar” – 5:25
6. „5.0 / Torn” – 7:13
7. „Soar” – 4:16
8. „Killbound” – 4:15
9. „No Smoke Without Fire” – 4:54
10. „Night after Night” – 5:03
11. „Smith & Wesson” – 4:47
12. „The Exorcist” – 4:49
13. „Hands of Time” – 4:23

## Skład zespołu
- Ralf Scheepers – wokal
- Magnus Karlsson – gitara
- Henny Wolter – gitara
- Mat Sinner – gitara basowa
- Randy Black – perkusja